# Kornelia Greßler
Kornelia Greßler (República Democrática Alemana, 9 de noviembre de 1970) es una nadadora alemana retirada especializada en pruebas de estilo mariposa, donde consiguió ser campeona mundial en 1986 en los 100 metros estilo mariposa.

## Carrera deportiva
En el Campeonato Mundial de Natación de 1986 celebrado en Madrid (España), ganó la medalla de oro en los 100 metros estilo mariposa, con un tiempo de 59.51 segundos, por delante de su compatriota Kristin Otto  (plata con 59.66 segundos) y de la estadounidense Mary T. Meagher  (bronce con 59.90 segundos).